# 1887 no cinema

## Principais filmes estreados
| Filme                            | Diretor            |
| -------------------------------- | ------------------ |
| Boys Playing Leapfrog: Side View | Eadweard Muybridge |
| Capybara Walking                 | Eadweard Muybridge |
| Child Bringing Bouquet to Woman  | Eadweard Muybridge |
| Cockatoo Flying                  | Eadweard Muybridge |
| Lion Walking                     | Eadweard Muybridge |
| Lioness Walking                  | Eadweard Muybridge |
| Man Riding Jumping Horse         | Eadweard Muybridge |
| Man Walking Around A Corner      | Louis Le Prince    |
| Mule Kicking                     | Eadweard Muybridge |
| Orex Galloping                   | Eadweard Muybridge |
| Ostrich Walking                  | Eadweard Muybridge |
| Ox Walking                       | Eadweard Muybridge |
| Pig Walking                      | Eadweard Muybridge |
| Raccoon Walking                  | Eadweard Muybridge |
| Sloth Climbing                   | Eadweard Muybridge |
| Storks, Swans, etc.              | Eadweard Muybridge |
| Virginia Deer, Buck, Galloping   | Eadweard Muybridge |
| Woman Getting Into Bed           | Eadweard Muybridge |
| Woman Hopping on One Foot        | Eadweard Muybridge |
| Woman Jumping from Rock to Rock  | Eadweard Muybridge |
| Woman Opening Umbrella           | Eadweard Muybridge |
| Woman Picking Up Child           | Eadweard Muybridge |
| Woman Picking Up Skirt           | Eadweard Muybridge |
| Woman Pouring from Jug           | Eadweard Muybridge |
| Woman Setting Down Jug           | Eadweard Muybridge |
| Woman Throwing Baseball          | Eadweard Muybridge |
| Woman Walking Downstairs         | Eadweard Muybridge |

| Data        | Nome       | Profissão       | Nacionalidade  | Observações | Ref |
| ----------- | ---------- | --------------- | -------------- | ----------- | --- |
| 22 de março | Chico Marx | Ator Comediante | Estados Unidos | m. 1961     |     |